# Бессветофорное движение

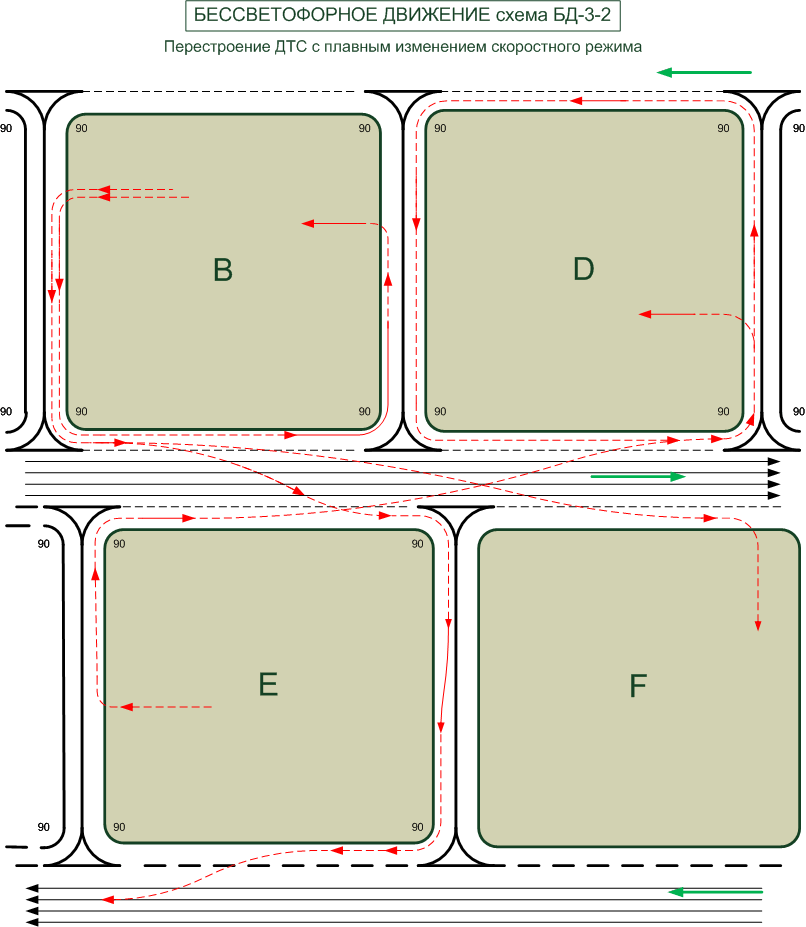
Рис. 1

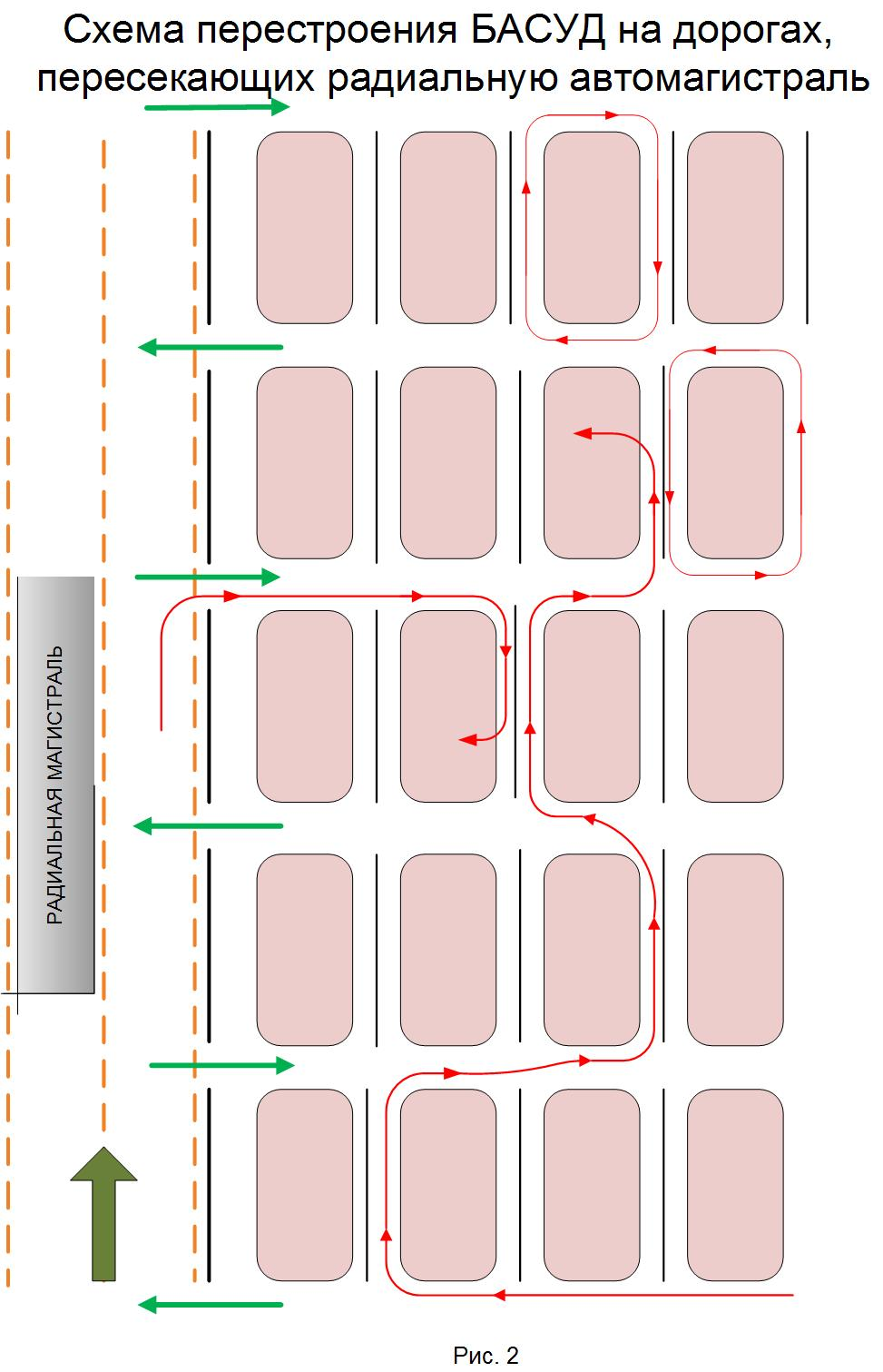
Рис. 2

Бессветофорное движение — концепция организации дорожного движения, основанная на том, что на некоторых видах перекрёстков для безопасного разъезда автомобилей не требуется светофор (траектории транспортных средств пересекаются исключительно во время перестроения). Подходящие типы перекрёстков:
- T-образный перекрёсток с односторонней главной дорогой и двусторонней второстепенной;
- Y-образный с круговым движением (Киев, Оболонь).

Пешеходы пропускаются с помощью подземных переходов или вызывных светофоров.
Одной из первых попыток использования концепции бессветофорного движения являются части проекта Столица мира Германия (проект перестройки Берлина конца 1930-х).

## Традиционная система
По традиционной системе, прокладывается относительно редкая сеть магистральных дорог высокой пропускной способности. В жилых районах же — узкие низкоскоростные дороги.
Главное преимущество такой сети — простота езды из конца в конец города (магистралей немного, и разведать их все несложно). Такая сеть оправдывает себя и в районах со сложным рельефом и стихийной застройкой (Киев, район Лыбедской — Совских прудов). Недостатки таковы:
- Транспортные развязки мешают пешеходам. Неудачные (Киев, Шулявская) — тем более.
- Поэтому стандартные маршруты (дом — работа — магазин — дом) горожанина без автомобиля требуют большого количества пешей ходьбы.
- Для автомобилистов — из-за разделения потоков неудобные съезды с магистральных дорог в район; долгое стояние на светофорах при езде по второстепенным дорогам.
- Деловая жизнь тяготеет к магистралям, дополнительно перегружая их. Отключение любой магистрали (из-за ДТП, ремонта и т. д.) приводит к транспортному коллапсу в районе.
- Совершенно неприменимо в исторических районах.
- Система провоцирует тех, кому надо ездить на небольшие расстояния исключительно по городу, купить автомобиль (а не велосипед, мотоцикл или продолжать пользоваться общественным транспортом).

## Три основных принципа организации дорожного движения

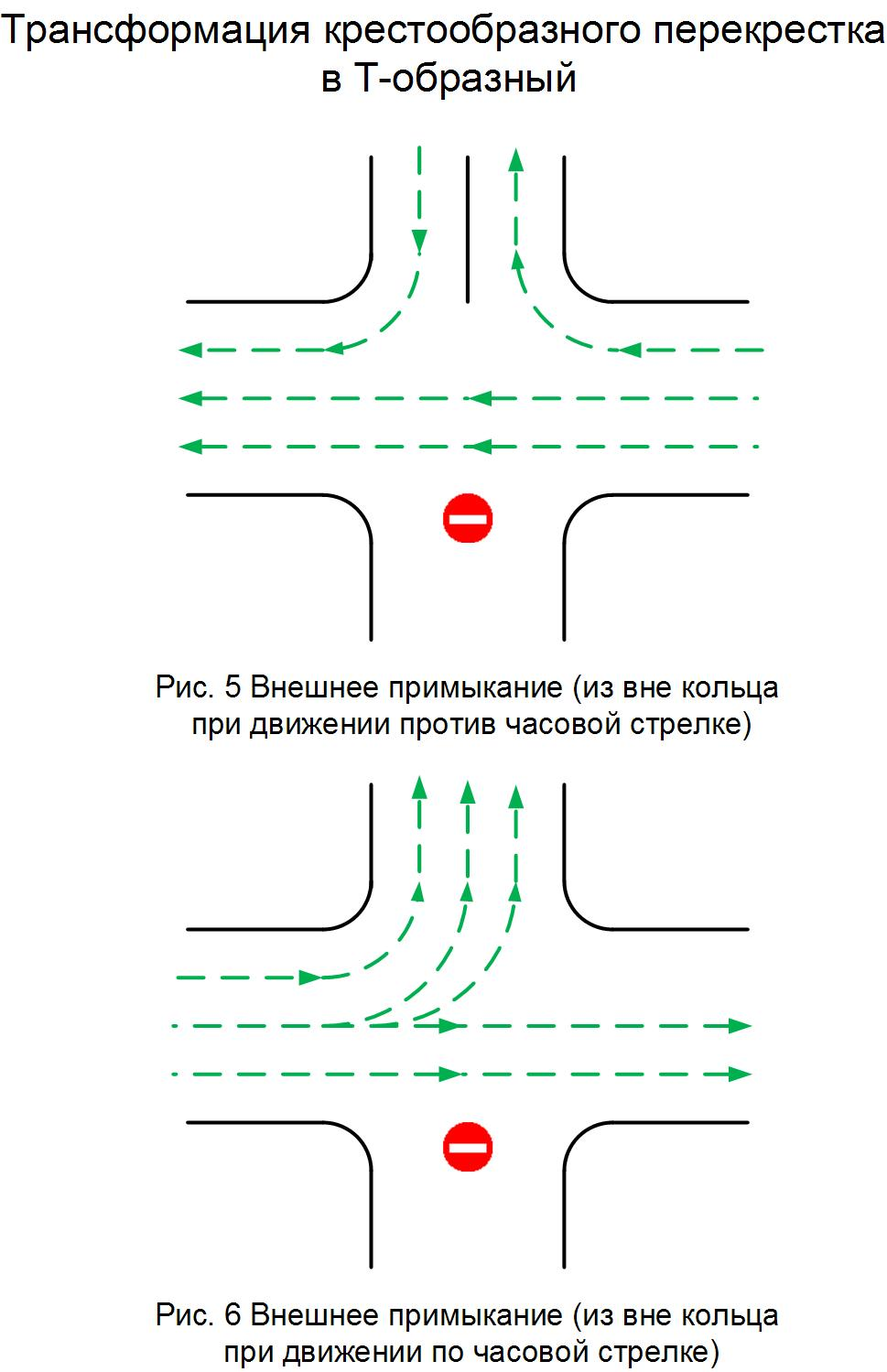
Рис. 5 и 6.

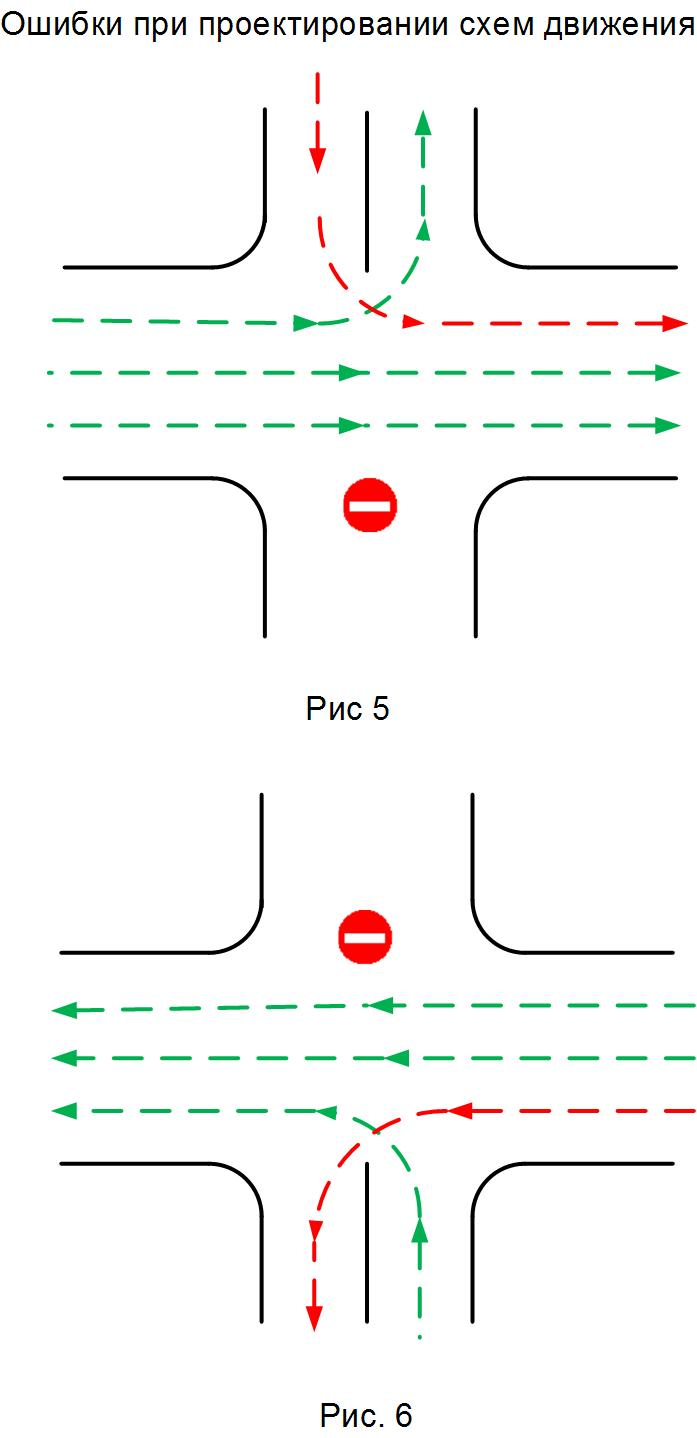
Рис. 7 и 8

Три основных принципа организации дорожного движения в крупных городах в двухмерном пространстве (на плоскости) без применения Автоматизированной системы управления дорожным движением (АСУД) в рамках действующих норм и правил:
1. Траектории непрерывно движущихся дорожно-транспортных средств могут пересекаться исключительно при их движении в одном направлении и только во время перестроения (Рис. 1 и 2).
2. Дорожно-транспортное движение осуществляется в двухмерном пространстве (на плоскости), то есть все пересечения дорог находятся на одном уровне.
3. Произведение количества транспортных средств, движущихся по автомагистрали, на скорость движения должна быть величиной постоянной для каждого участка магистрали, не имеющего разветвлений (например, вход в горловину). Это, по сути, закон неразрывности (несжимаемого) потока.
Таким образом, эти три основных принципа определяют весь комплекс правил перемещения друг относительно друга всех участников процессa дорожного движения, а также взаимоотношения между ними.
Так, следуя данным принципам, надо исключить пересечение полос движения в разных направлениях на крестообразном перекрестке. Этого можно добиться, если запретить движение по одному из ответвлений крестообразного перекрестка, Тогда крестообразный перекресток вырождается в Т-образный, а традиционная схема движения на крестообразном перекрестке трансформируется в движение на Т-образном перекрестке, в котором нет пересечения полос с движениями в разных направлениях (рис. 3—6).
На рисунках 7 и 8 представлены варианты организации движения для дорог пересекающих кольцевое движение изнутри и извне, при которых невозможно обойтись без светофоров. Отсюда можно сделать вывод: для внутренней стороны кольца рационально направление движения — по часовой стрелке, тогда как для внешней стороны — против часовой стрелки.

## Концепция

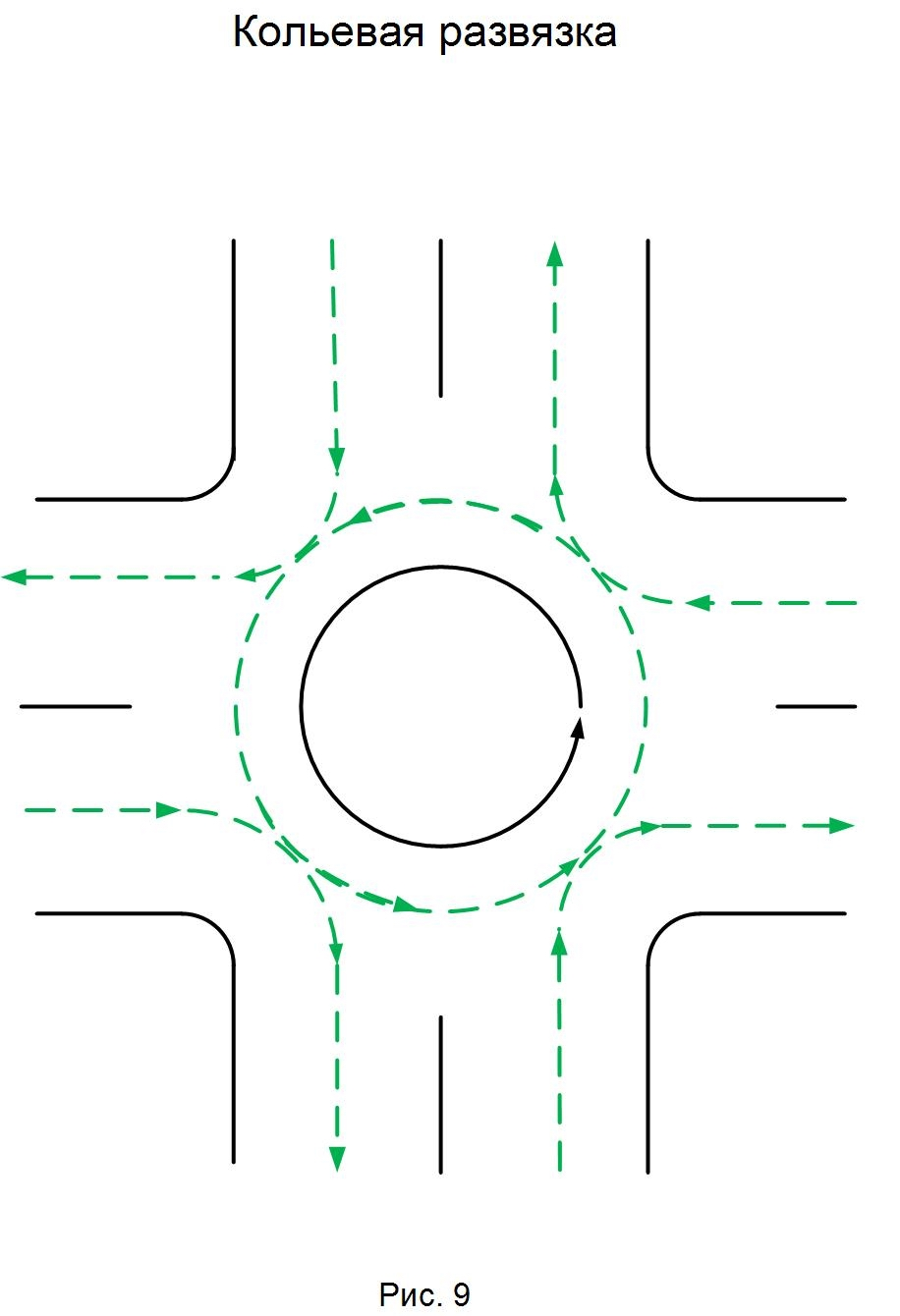
Рис. 9

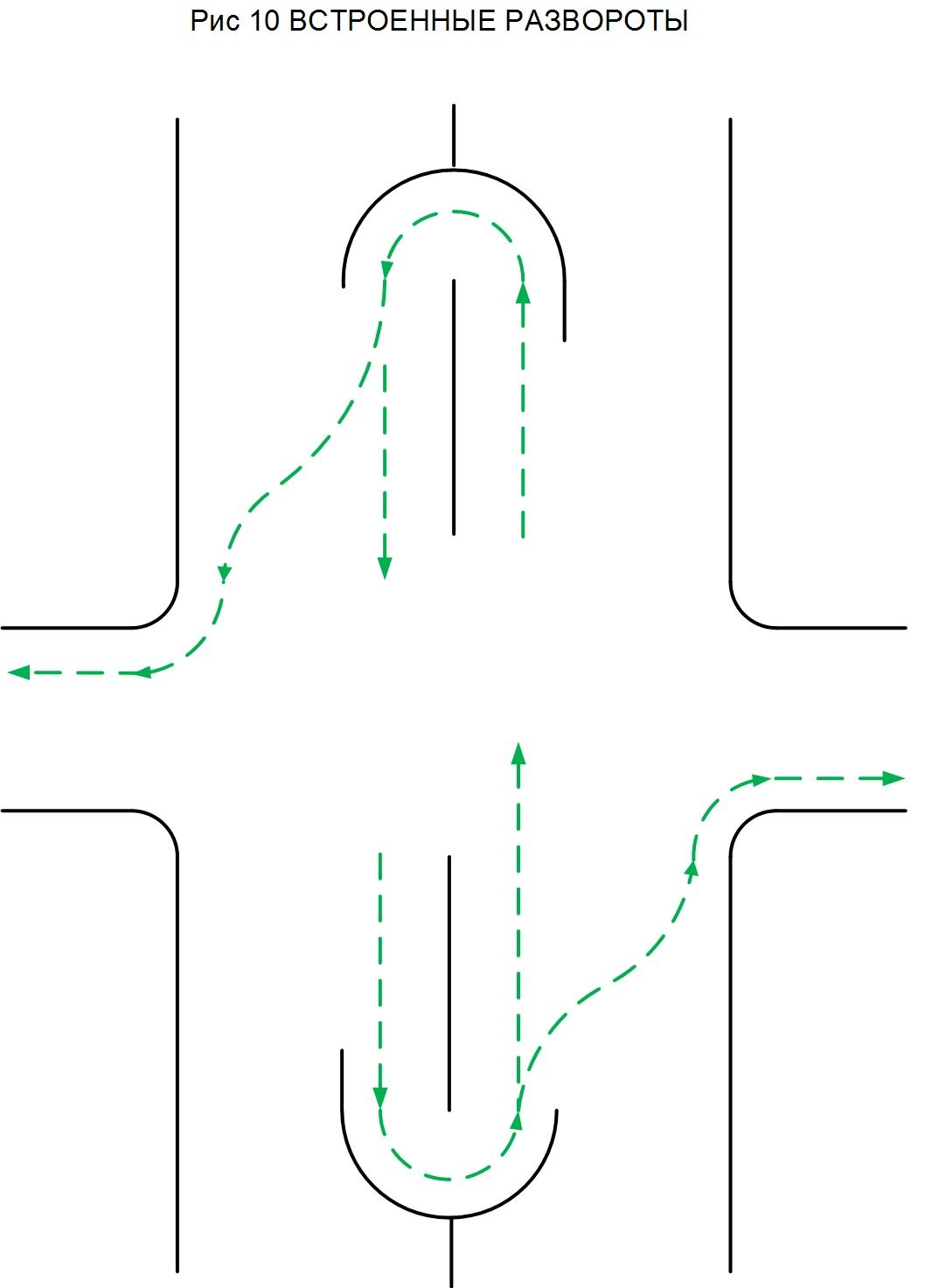
Рис. 10

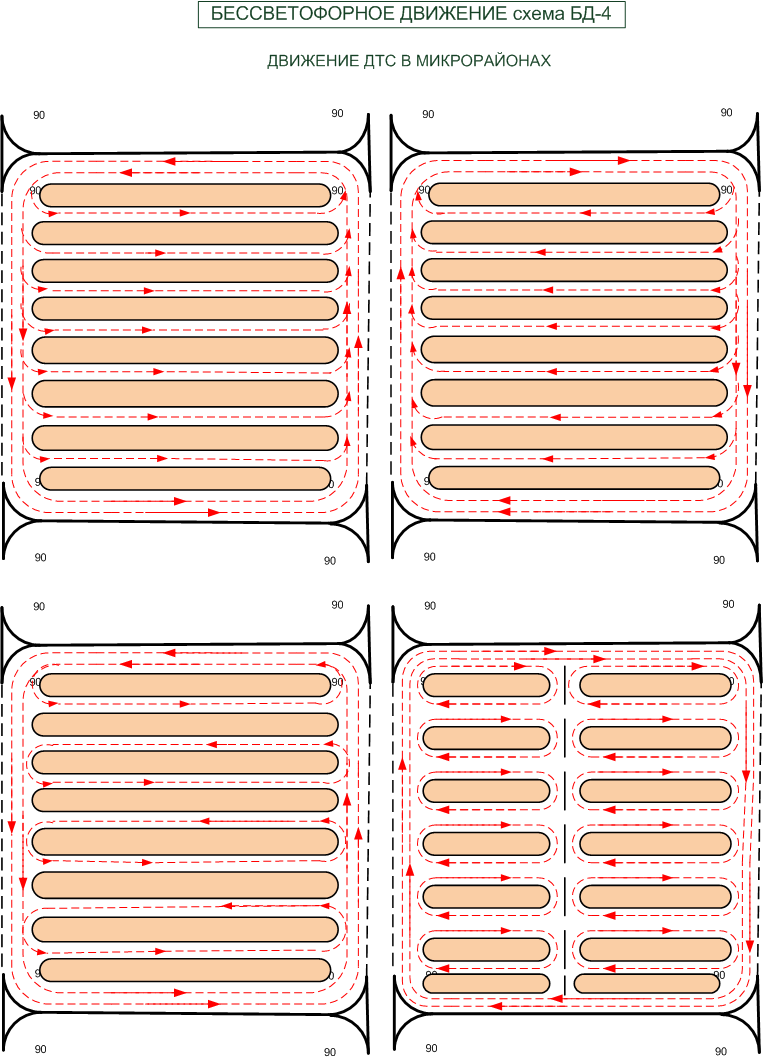
Рис. 11

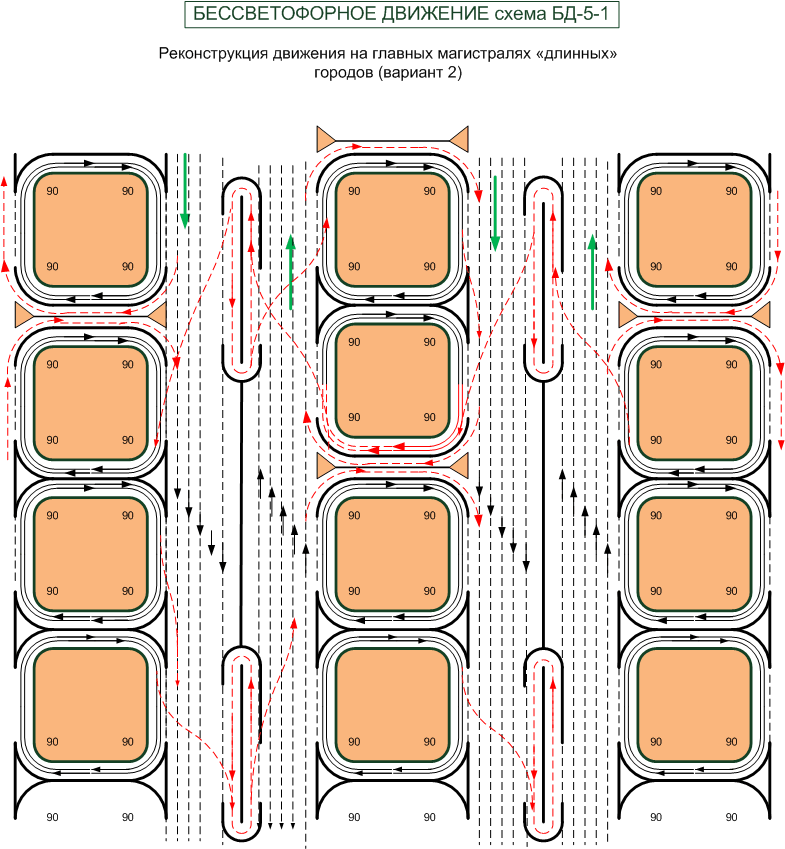
Рис. 12

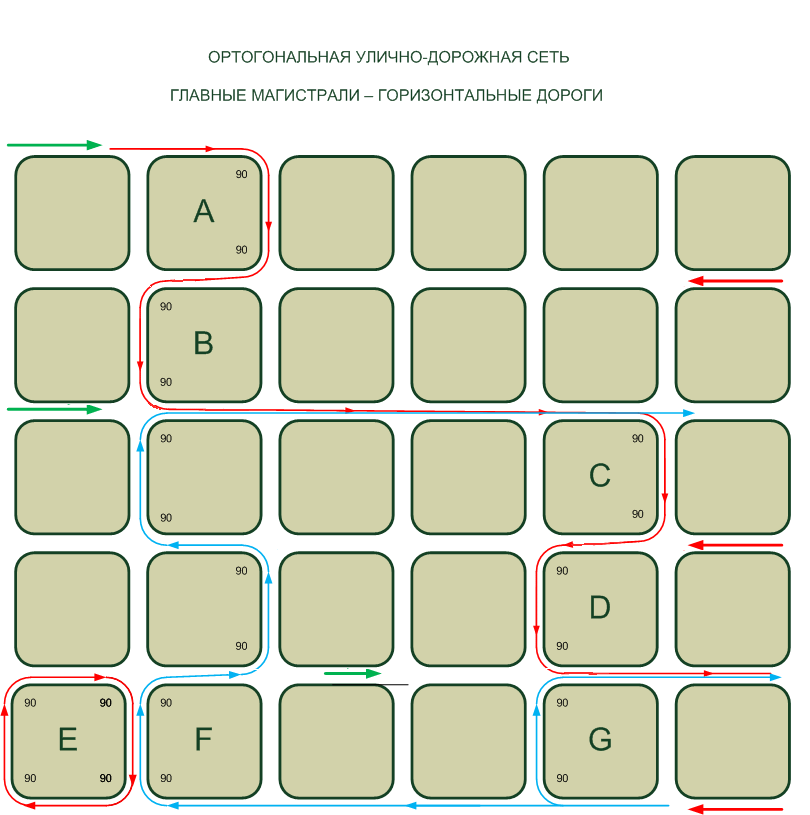
Рис. 13

Решение вопроса организации бессветофорного движения городских дорожно-транспортных средств в двухмерном пространстве (на плоскости) в рамках действующих норм и правил упирается в обеспечение условий, при которых траектории непрерывно движущихся объектов могут пересекаться только при их перестроении. Предлагаемый способ организации движения кроме очевидных экономических экологических выгод обеспечит существенное повышение безопасности движения. Этот способ актуален не только для строящихся или быстро развивающихся городов, но может также успешно применяться для оптимизации дорожного движения больших городов.
Для реализации предлагаемой концепции бессветофорного движения наиболее удобным инфраструктурным элементом дороги является T-образный перекресток. Разумеется, любой крестообразный перекресток, ограничением движения по одной из дорог, легко трансформируется в T-образный.
Кроме Т-образного перекрестка, этой системы следует выделить еще четыре основных инфраструктурных элемента управления дорожными потоками:
- Кольцевая развязка (движение по Кольцевой развязке осуществляется против часовой стрелки). Кольцевые развязки особенно эффективны при их применении в местах пересечения равнозначных основных дорог с интенсивным движением. Например, при пересечении радиальных автомагистралей с кольцевыми дорогами (Рис. 9).
- Встроенные развороты — развороты, встроенные в основные магистрали, в местах наибольшего расширения дороги в рамках действия 3-го принципа (Рис. 10);

Как ни странно, именно расширения на дорогах и являются основной причиной возникновения пробок. На этих участках машины двигаются с огромной скоростью, и естественно на сужения будут образовываться пробки.
- электронные устройства, управляющие скоростным режимом на магистральных автодорогах, которые рекомендуют водителям во избежание образования пробок двигаться на данном участке дороги с определенной скоростью.;
- Пешеходные переходы (могут быть наземные, подземные и надземные).

## Основные достоинства и недостатки

### Достоинства
а) Для властей города:
- не надо будет строить многоуровневые развязки;
- повысится средняя скорость транспортных потоков и, как следствие, пропускная способность дорожной сети, а значит снизится нагрузка и повысится качество работы учреждений здравоохранения, пожарной охраны и других городских служб;
- резко снизятся расходы на содержание ГИБДД;

б) Для владельцев АТС:
- снизятся эксплуатационные расходы (бензин, профилактика, ремонт)

### Недостатки
1. Увеличение количества автомобилей на дорогах